# 陶素耜
陶素耜（?—?），原名式玉，字尚白，號存齋，自號存存子、清靜心居士、通微真人，浙江會稽（今紹興）人。清初官員，道教人物。

## 生平
康熙十五年（1676年）進士，时人谓“才大如海，心细如发，其置身于台谏，卓荦一时。”曾任廣西道監察御史，官至两淮都转盐运使司盐运使，康熙二十七年（1688年）被罷官。早年雲遊四海，來往於霍同洞天，遇方外至人，傳以修養秘法，研習丹法要旨，康熙三十四年（1695年）與仇兆鰲有往來。著有《參同契脈望》、《悟真約注》，並修訂元朝陳致虛的《金丹大要》、明朝彭純一外丹書《承志錄》、明朝陸西星的《玄膚論、金丹就正篇》，集作《道書五種》——即《參同契脈望》三卷、《悟真篇約注》三卷、《金丹大要》一卷、《金丹就正篇玄膚論》一卷、《承志錄》三卷。晚年其事不詳。